# Fuerza tractiva (hidráulica)
La fuerza tractiva, fuerza de corte o fuerza de arrastre, en hidráulica, es la fuerza que produce un flujo de agua ya sea en un canal o en una tubería, en el fondo del canal o en la generatriz inferior de un tubo. Esta fuerza tentará a arrastrar materiales que se encuentren depositados en el fondo.
El valor medio de la fuerza tractiva por unidad de área mojada, también llamada fuerza tractiva unitaria,
{\displaystyle \tau _{0}} es igual a:
{\displaystyle \tau _{0}=w*R*S}
donde:
{\displaystyle w} = peso del agua
{\displaystyle R} = radio hidráulico
{\displaystyle S} = pendiente del canal